# Stavanger Oilers
Stavanger Oilers er en ishockey klub fra Stavanger, Norge. De i øjeblikket spiller i Fjordkraftligaen, som er den øverste division i norsk ishockey. Klubbens officielle navn er Stavanger Ishockeyklubb, men det er almindeligt kendt som Oilers. Oilers spiller deres hjemmekampe i DNB Arena . Efterår 2018 Todd Bjorkstrand træner for Stavanger Oilers.
Stavanger Oilers blev norsk mester i 2010, 2012, 2013, 2014, 2015, 2016 og 2017.

## En lille historie
Stavanger Oilers blev startet så sent som i 2001 af den finske forretningsmand Hartti Kristola. Med hans økonomiske støtte overtog de hurtigt hegemoniet fra Viking Hockey og rykkede op i Eliteserien allerede i 2003. Med et solidt økonomisk fundament etablerede de sig hurtigt på toppen. I 2012 flyttede Oilers ind i den nybyggede DNB Arena og tog det sidste skridt mod stor magt i norsk hockey. Stavanger Oilers vandt seks norske mesterskaber i perioden 2012 til 2017, Og fem ligamesterskaber i GET-Ligaen.

## Eksterne links
- http://www.oilers.no/